# Chers Voisins
Chers Voisins est un roman de John Lanchester, publié au Royaume-Uni aux éditions Faber and Faber en 2012, et en France en 2013. 

## Thème
L'histoire se situe à Londres avant et pendant la crise financière de 2008. Le titre anglais est une double référence, à la fois à Londres comme capitale du Royaume-Uni et au capital financier. Tous les personnages principaux ont un lien avec Pepys Road, une rue imaginaire du faubourg de Clapham, au sud de Londres.
Cette œuvre traite de multiples aspects contemporains de la vie au Royaume-Uni, y compris la crise financière de 2007-2008, l'immigration, l'islam radical, la célébrité et les prix de l'immobilier.

## Personnages
- Petunia Howe : veuve âgée qui a vécu à Pepys Road la majeure partie de sa vie. Albert, son mari, est décédé avant le début de l'histoire.
- Mary : sa fille, maintenant adulte, qui vit dans l'Essex,
- Alan : le mari de Mary,
- Smitty : le fils de Mary et petit-fils de Petunia, artiste célèbre mais anonyme, sur le modèle de Banksy,
- Roger Yount : lequel a un emploi très bien rémunéré dans une banque d'investissement,
- Arabella : son épouse, acheteuse compulsive,
- Mark : son ambitieux adjoint au bureau,
- Ahmed et Rohinka Kamal : des immigrés pakistanais qui vivent à Pepys Road au-dessus de leur boutique de famille, une petite supérette,
- Shahid et Usman : les frères d'Ahmed, qui travaillent parfois dans la boutique,
- Mrs Kamal : la mère d'Ahmed, Shahid et Usman, venue leur rendre visite depuis Lahore,
- Freddy Kamo : footballeur talentueux du Sénégal, venu à Londres pour jouer dans un club de Première ligue, et qui habite dans Pepys Road avec son père Patrick.
- Mickey : homme à tout faire au club de foot de Freddy, et qui gère aussi les maisons où habitent Freddy et Patrick,
- Quentina Mkfesi : demandeuse d'asile très instruite, originaire du Zimbabwe, qui travaille illégalement comme contractuelle dans Pepys Road.
- Zbigniew (Bogdan) : maçon polonais immigré de Varsovie qui travaille sur des chantiers dans certaines maisons de Pepys Road, et qui sera ultérieurement appelé à travailler dans celle de Petunia.

## Réception
La version originale en anglais (Capital) a été bien reçue par les critiques,. 
Ce roman est similaire pour ce qui est de son décor et de son intrigue au roman de Sebastian Faulks paru au Royaume-Uni en 2009 et intitulé A Week in December[réf. souhaitée].
Une adaptation à l’écran a été tournée en 2015 pour la chaîne de télévision BBC1, par Peter Bowker, avec Lesley Sharp et Toby Jones dans les rôles principaux.